# Тауранга
Тауранґа (англ. Tauranga, маорі Tauranga-moana) — місто на Північному острові в Новій Зеландії із населенням близько 120 000 чоловік (2010).

## Історія

### Перші поселенці
Першими поселенцями на території сучасної Тауранґи були племена маорі, що прибули сюди на вака (різновид каное) приблизно в 12 столітті.

### Початок розвитку торгівлі
Першими європейцями, що почали оселятись в Тауранзі в 1830-х роках, були торговці льоном.

## Географія

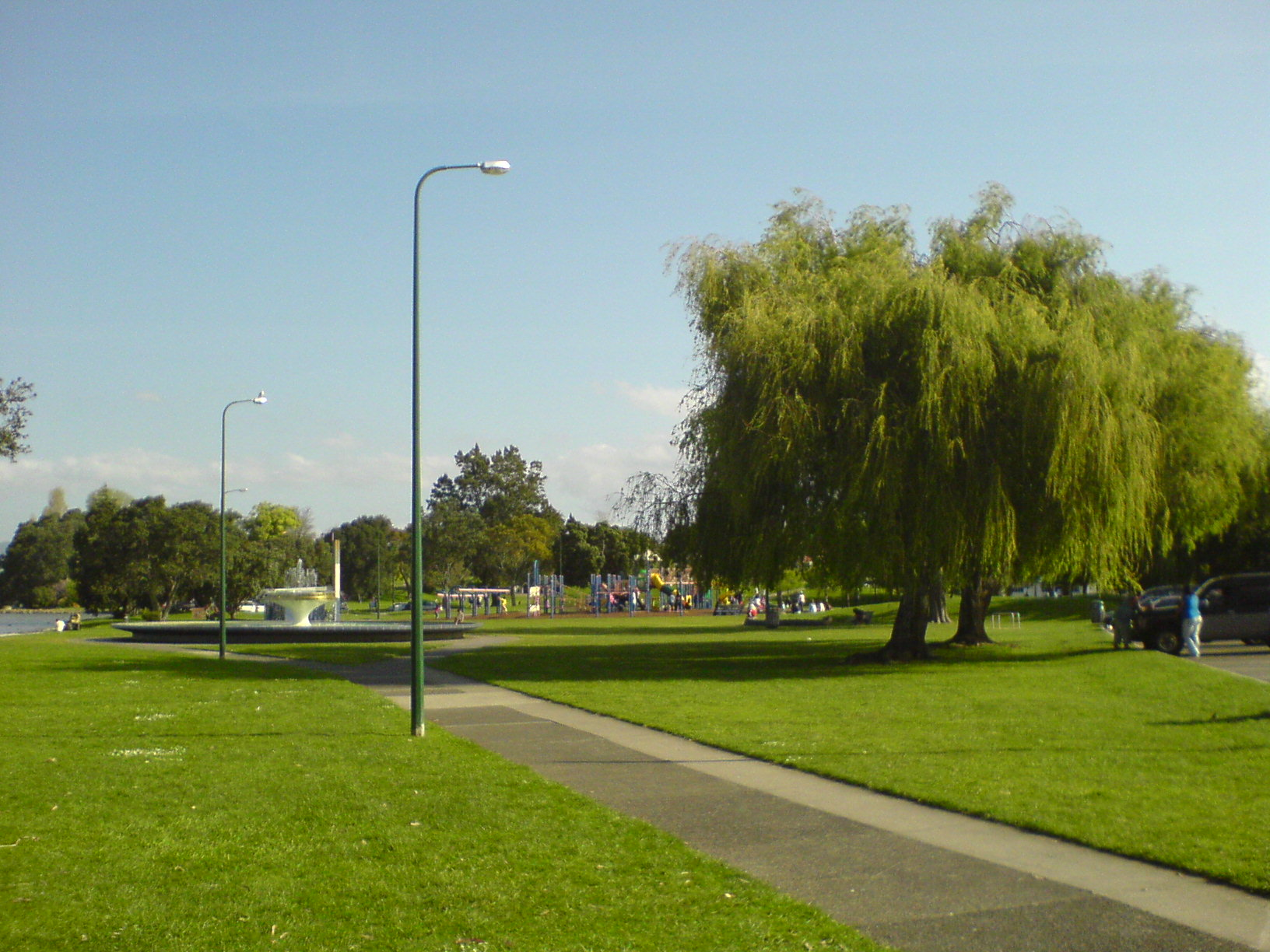
Меморіал Парк в Тауранзі

### Розташування
Тауранґа розташована в «Затоці Достатку» (англ. Bay of Plenty), природній гавані на північно-сході острову Північний. Площа міста становить близько 168 км².

### Клімат
Завдяки своєму розташуванню, Тауранґа має теплий, субтропічний клімат. Середня температура складає +15 °C. Середньорічна кількість опадів — 1181 мм. На рік припадає 2200—2400 сонячних годин. Кліматичні особливості міста приваблюють велику кількість туристів, особливо популярні океанічні піщані пляжі.
| Клімат Тауранґи                            | Клімат Тауранґи | Клімат Тауранґи | Клімат Тауранґи | Клімат Тауранґи | Клімат Тауранґи | Клімат Тауранґи | Клімат Тауранґи | Клімат Тауранґи | Клімат Тауранґи | Клімат Тауранґи | Клімат Тауранґи | Клімат Тауранґи | Клімат Тауранґи |
| Показник                                   | Січ.            | Лют.            | Бер.            | Квіт.           | Трав.           | Черв.           | Лип.            | Серп.           | Вер.            | Жовт.           | Лист.           | Груд.           | Рік             |
| Середній максимум, °C                      | 24,0            | 24,0            | 22,5            | 19,9            | 17,4            | 15,1            | 14,5            | 15,0            | 16,6            | 18,1            | 20,1            | 22,3            | 19,1            |
| Середня температура, °C                    | 19,4            | 19,6            | 18,0            | 15,5            | 13,2            | 10,8            | 10,2            | 10,7            | 12,3            | 13,9            | 15,8            | 18,0            | 14,8            |
| Середній мінімум, °C                       | 14,8            | 15,3            | 13,5            | 11,0            | 9,0             | 6,6             | 5,9             | 6,4             | 8,0             | 9,7             | 11,4            | 13,6            | 10,4            |
| Середня кількість сонячних годин на місяць | 261,5           | 217,3           | 214,0           | 183,9           | 165,3           | 135,4           | 151,0           | 173,4           | 174,1           | 212,7           | 224,2           | 232,7           | 2345,6          |
| Норма опадів, мм                           | 76              | 86.6            | 92.7            | 120.9           | 105.7           | 115.7           | 127.4           | 112.3           | 87.6            | 90.4            | 75.3            | 90.3            | 1180.9          |
| Днів з опадами                             | 6,4             | 7,0             | 8,0             | 8,4             | 8,6             | 10,9            | 11,5            | 11,8            | 10,4            | 10,3            | 9,1             | 8,2             | 110,4           |
| Вологість повітря, %                       | 74.4            | 77.7            | 77.7            | 80.4            | 83.3            | 85.5            | 84.1            | 81.9            | 77.4            | 75.2            | 73.4            | 74.8            | 78.8            |
| ------------------------------------------ | --------------- | --------------- | --------------- | --------------- | --------------- | --------------- | --------------- | --------------- | --------------- | --------------- | --------------- | --------------- | --------------- |
| Джерело: NIWA Climate Data                 |                 |                 |                 |                 |                 |                 |                 |                 |                 |                 |                 |                 |                 |

## Зовнішні зв'язки

### Міста-побратими
- КНР, Яньтай
- Японія, Хітаті